# Radiata Stories
Radiata Stories (ラジアータ ストーリーズ, Rajiata Sutorizu) é um jogo eletrônico para Playstation 2 distribuído pela Square Enix, conhecida por produzir e distribuir os jogos "Final Fantasy", "Dragon Quest" e "Valkyrie Profile", entre outros. "Radiata Stories" vendeu cerca de 413,000 cópias.
A campanha principal pode levar de 30 a 50 horas para ser concluída. No entanto, há também uma variedade de missões secundárias, atividades e conteúdo adicional que podem estender significativamente o tempo de jogo.

## Enredo
Jack Russell é filho de Cairn Russell, um lendário guerreiro conhecido por derrotar o Dragão Elemental de Água, Kelvin. Jack deseja se tornar um guerreiro ainda mais famoso e poderoso que seu pai e, para isso, decide se tornar cavaleiro do Reino de Radiata. Ele parte da vila onde nasceu, deixando para trás sua irmã Adele.
Após passar por um processo seletivo baseado em batalhas no Castelo de Radiata, Jack se junta à Brigada Rose Cochon, um grupo militar composto por ele, Ganz Rothschild — filho de Gawain Rothschild, melhor amigo de Cairn e homem suspeito de ter causado seu desaparecimento — e Ridley Silverlake, da nobreza de Radiata. Jack conseguiu ingressar na brigada mesmo tendo perdido a primeira batalha contra Ridley. A fama do sobrenome Russell lhe garantiu um voto de confiança de Lord Salute Larks, encarregado pela seleção.
A primeira missão de Jack é escoltar o rei de Earth Valley — vilarejo onde os habitantes, anões da mitologia nórdica, são especialistas em produzir licores e armas, como espadas e machados — até o Reino de Radiata. Durante essa missão, Clive, um membro da guilda dos padres, se oferece para ajudar e aproveitar para conhecer melhor o mundo fora do reino.
Na volta, o grupo é surpreendido pelo Goblin Trio, formado por três Goblins Verdes. Apesar de algumas dificuldades, os inimigos são derrotados, e Jack recupera parte do orgulho ferido na derrota contra Ridley. O rei Gonovitch retorna em segurança para o reino, onde Ganz descobre que o rei anão era amigo de Gawain, seu pai.
Dias depois, a Brigada Rose Cochon recebe sua segunda missão, envolvendo assuntos diplomáticos com os Elfos de Luz que habitam a Cidade das Flores. Radiata conta com a ajuda de Genius Weissheit, cientista e membro da guilda dos magos, Vareth Magic Institute, para estabelecer contato. Todo o trajeto é acompanhado de perto por Natalie e Leonard, cavaleiros de Radiata contratados por Jasne, padre e pai de Ridley, para garantir a segurança dela.
Apesar de realizar pesquisas perto da Cidade das Flores, Genius nunca havia entrado na cidade dos elfos devido à hostilidade deles em relação aos humanos. Essa hostilidade é confirmada logo após o encontro com o cientista: na tentativa de contato, os elfos ameaçam matá-los.
O grupo decide, a partir de uma ideia de Genius, tentar estabelecer contato com os Elfos Negros que vivem em Forest Metropolis, pois têm boas relações com os humanos. Ao chegar na área dos elfos negros, Ganz consegue conversar com Lord Nogueira, que decide ajudar.
No dia seguinte, após o grupo descansar, um incidente na frente da fortaleza dos elfos atrai todos, inclusive o rei, para o lado de fora. Trata-se de um Ogro Vermelho causando problemas e ferindo elfos. Jack, Ganz, Ridley e Genius tentam conter o monstro, mas todos os ataques são ineficazes. Natalie e Leonard planejam se aproximar para ajudar Ridley, mas Leonard é golpeado por trás, e Natalie precisa derrotar o ogro que o atacou e levá-lo rapidamente para o reino para tratar seus ferimentos. Durante a tentativa de conter o ogro, Ridley é gravemente ferida.
Então, Lord Nogueira age, derrotando o ogro com um único golpe. Ele decide salvar a vida de Ridley com um ritual chamado Transpiritation, que consiste em transferir a alma de um elfo de um corpo para outro. Nesse momento, Lord Cross, amigo e pretendente de Ridley, chega e tenta impedir o processo, mas Jack não permite e pede para Nogueira fazer o possível para salvar a vida de Ridley. Lord Nogueira usa o corpo de um elfo ferido pelo ogro e transfere sua alma para o corpo de Ridley, que começa a mostrar sinais de ligeira melhora. O processo esgota o rei dos elfos negros, que se retira. Jack leva Ridley nas costas de volta para o reino.
Os acontecimentos logo chegam aos ouvidos de Jasne, que consegue convencer Lord Larks a desmanchar a Brigada Rose Cochon.
Ganz e Jack, sem saber o que fazer, andam pelas ruas do reino e se deparam com um bêbado, que é logo derrotado por Jack. Eles entram no bar de onde o bêbado surgiu e descobrem que a guilda dos guerreiros, Theater Vancoor, está recrutando novos membros, e ambos decidem se inscrever.
Após um processo dividido em três etapas eliminatórias — uma conversa com Caesar, uma batalha com Gerald e outra conversa com Ewlen, a líder da guilda — Jack é aprovado, mas Ganz não consegue. A guilda dá moradia a Jack. Thanos, o recepcionista, mostra-lhe tudo, explica como funciona a cidade e envia Jack para conhecer seu grupo. Ele se surpreende ao descobrir que o velho bêbado da noite anterior, Jarvis, é seu novo superior. Há também Daniel, um cavaleiro que ama os animais e foge da primeira missão do grupo de Jack pela Theater Vancoor: recolher pele de crocodilo para Anastasia, esposa do líder da guilda dos padres. Após essa missão, são revelados alguns problemas em que Ganz se envolve na busca por um novo lugar para trabalhar.
Depois de alguns acontecimentos, Jack, Jarvis e Daniel são mandados para escoltar uma pessoa ligada aos cavaleiros do castelo de Radiata. Essa pessoa é sequestrada, e então é revelado que se trata da princesa de Radiata. Jack e outros membros da Theater Vancoor descobrem que a guilda dos ladrões está por trás da ação e que, comandados pelo ladrão Nocturne, levaram a princesa para os esgotos do reino. Surge então Gerald, que, apesar de ferido na batalha contra Nocturne, ajuda a acabar com o sequestro.
Após esses acontecimentos, Jack é oficialmente promovido, não dependendo mais de Jarvis para realizar as missões importantes pela guilda. Aos poucos, uma série de eventos desencadeados pelo ritual feito em Ridley é revelada. Ridley começa a ouvir vozes estranhas vindas de dentro de sua cabeça e descobre que Lord Nogueira está morto devido ao ritual, que foi demais para ele. Lord Zane, seu irmão, culpa os humanos pela morte e declara guerra.
A guerra entre humanos e não-humanos faz Ridley se sentir culpada. Então, ela aparece na casa de Jack, logo após ele receber uma convocação formal para comparecer a uma reunião que decidirá a posição do reino de Radiata em relação à guerra. Ridley decidiu se juntar aos não-humanos e quer saber qual é o lado de Jack Russell. Sua decisão pode mudar ou confirmar antigas profecias que narravam um futuro sombrio e destrutivo para todos os seres do mundo.

### Combate
Radiata Stories é um jogo de Action-RPG, portanto os confrontos não são baseados em turnos como jogos de famosas séries como Final Fantasy e Dragon Quest. O sistema de combate é similar aos de jogos de aventura, sendo realizados em uma arena limitada que conserva as características do local de início da luta.
Durante o jogo as batalhas são iniciadas quando algum oponente — estes, geralmente animais e seres mágicos — vai de encontro com Jack. Também é possível iniciar uma luta com qualquer personagem da raça aliada, dando-lhe dois chutes.
No decorrer do jogo o jogador tem elementos básicos de um jogo de RPG a sua disposição como itens de cura, antídotos, inventário de armas e armaduras. É possível também alterar a sequência de golpes alternando movimentos disponíveis em uma lista. O elemento estratégico do jogo, além dos comandos aprendidos com a leitura de livros, é a formação de links, que é a alteração da posição e função dos aliados durante a luta. O diferencial do jogo é a possibilidade de recrutar, que é trazer personagens para lutar ao lado de Jack.

### Recrutamento
Em determinado momento do jogo, será possível formar grupos de até quatro personagens (NPCs). Para realizar o recrutamento de personagens, é necessário cumprir determinados objetivos ou obedecer a condições específicas, como alcançar um determinado nível, recolher uma quantidade específica de itens, resolver problemas, ou ter recrutado previamente um determinado personagem, entre outras exigências.
Há um total de 175 personagens recrutáveis no jogo, divididos entre humanos e não-humanos. Em determinado ponto, o jogador precisa escolher se vai lutar ao lado dos humanos ou dos não-humanos na guerra, o que obviamente impede o recrutamento de personagens do lado inimigo.

### Ambiente
O mundo do jogo é dividido em várias regiões, algumas das quais incluem vilas ou cidades. As principais regiões do jogo são: Reino de Radiata, Floresta Metropolis, Cidade das Flores e Forte Helencia. O jogo oferece uma área explorável relativamente grande, e há a possibilidade de usar Journey Pigs, estátuas espalhadas pelo mapa que realizam um tipo de teletransporte entre si.
O Reino de Radiata é um mundo à parte, contendo lojas, igreja, escola para magos, hospedarias, casa de show, clube noturno, bares, praças, mansão, entre outros locais. A maioria dessas áreas é explorável e frequentada por personagens únicos.
Existem quatro grupos principais no reino, conhecidos como guildas: Theater Vancoor, a guilda dos guerreiros; Vareth Magic Institute, a guilda dos magos; Olacion Order, a guilda religiosa; e Void Community, a guilda dos ladrões. Cada guilda ocupa uma determinada área da cidade, com características arquitetônicas específicas.
O jogo também possui um sistema de tempo dinâmico, que é frequentemente importante para o desencadeamento de eventos ou para o recrutamento de personagens. Todos os personagens têm rotinas específicas com tarefas que se repetem diariamente. Enquanto nenhum evento importante do jogo ocorre, todos os dias, à meia-noite, o ciclo se repete exatamente como no dia anterior. Os inimigos derrotados ressurgem após esse horário.